# Самоорганізація

Утворення конвективних комірок Бенара при однорідному нагрівання шару рідини — приклад самоорганізації в фізиці

Самоорганіза́ція — термін, який вживається для визначення процесів виникнення складних структур при відсутності нав'язаного зовнішньою дією порядку. Процес, в ході якого створюється, відтворюється або вдосконалюється організація складної динамічної системи.
Самоорганізація виникає у відкритих нелінійних, нерівноважних, складних системах. Одним із проявів самоорганізації вважається виникнення та існування життя. До прикладів самоорганізації належать виникнення автоколивань і періодичних структур на зразок комірок Бенара, автохвилі, бі- та мультистабільність тощо.
Процеси самоорганізації вивчає сучасний міждисциплінарний розділ науки — синергетика.
Концепція самоорганізації одержує поширення не тільки в природознавстві, але й у соціально-гуманітарному пізнанні. Оскільки більшість наук вивчають процеси еволюції систем, то вони змушені аналізувати й механізми їхньої самоорганізації. Наприклад, органи самоорганізації населення — представницькі органи, що створюються жителями, які проживають на законних підставах на певній території, населеному пункті, для вирішення окремих питань місцевого значення.

## Самоорганізація таентропія
Процеси самоорганізації виникають в системах, далеких від стану термодинамічної рівноваги. В рівноважному стані ентропія термодинамічної системи має максимальне значення (дивіться Другий закон термодинаміки), що відповідає максимально можливому безпорядку. Впорядкований стан може виникнути в тому випадку, коли система відкрита, тобто обмінюється енергією і масою з навколишнім середовищем. Такі системи називають дисипативними, оскільки вони розсіюють (дисипують) отриману від зовнішнього джерела енергію. Притік і дисипація енергії відповідають від'ємному потоку ентропії. Так, наприклад, при виникненні комірок Бенара, шар рідини підігрівають знизу. Від'ємний потік ентропії дорівнює
{\displaystyle {\frac {dS_{e}}{dt}}={\frac {q}{T_{b}}}-{\frac {q}{T_{t}}}<0},
де {\displaystyle S_{e}} — зовнішній вклад у ентропію, {\displaystyle q} — тепловий потік, {\displaystyle T_{b}} — температура дна посудини, {\displaystyle T_{t}} — температура верхнього шару рідини.
В умовах з від'ємним потоком ентропії через систему, її стан вже не обов'язково повинен бути максимально невпорядкованим. Таким чином виникає можливість створення складних впорядкованих структур.

## Теорія самоорганізації
Єдиної загальновизнаної теорії самоорганізації нині не існує. У 60-70-х роках XX століття німецький фізик Герман Хакен (H. Haken) і бельгієць російського походження Ілля Романович Пригожин (Prigogine) майже одночасно описали появу складних впорядкованих структур і процесів в нерівноважних системах. І. Пригожин розглядає як самоорганізацію виникнення дисипативних структур - просторово неоднорідних станів в термодинамічно відкритих системах. У синергетики подібним же чином самоорганізацією вважають структурування, поява впорядкованості, періодичності в просторі або часі.
Деякі дослідники надають перевагу терміну «самозбірка», розуміючи його як автономну мимовільну організацію компонентів на всіх рівнях, від молекулярного до планетарного (Whitesides, Grzybovsky, 2002). Близький за змістом і термін «емерджентність»  — виникнення "складної системи", знову виникаючі (емерджентні) властивості якої не можуть бути пояснені властивостями її компонентів (Gallagher, Appenzeller, 1999).
Спонтанне структурування в умовах припливу енергії ззовні відомо вже давно. Класичним прикладом може служити виникнення осередків Бенара. Поява складної просторової організації з узгодженим, когерентним переміщенням безлічі молекул і утворенням конвективних осередків у формі геометрично дуже правильних шестигранних структур в підігрівається знизу досить в'язкої рідини, наприклад, в шарі силіконового масла.
Реакція Бєлоусова-Жаботинського і багато процесів в біології являють собою автокаталітичні реакції, в яких для синтезу деякої речовини потрібна присутність цієї ж речовини; такий зворотний зв'язок графічно зображується реакційної петлею зворотного зв'язку. Математично динаміка подібних систем описується нелінійними диференціальними рівняннями. Періодичність у часі реакції Бєлоусова-Жаботинського (з використанням як окисляємого субстрату малонової кислоти) — самоорганізовані «хімічні годинники» — була теоретично описана розробленою І. Пригожиним в Брюсселі моделлю, названою «брюсселятором» американськими вченими, які в свою чергу запропонували як моделі «орегонатор» і «палоальтонатор».
Численні приклади самоорганізації наявні в космології, фізиці, хімії, біології та техногенних системах (електричних мережах, комп'ютерах). Непередбачувана поведінка спостерігається навіть в простих системах, у більш складних системах така поведінка неминуче. Складна взаємодія з виникненням «соціального» поведінки (появи лідера і ведених) виявлено в групі роботів, що мають найпростіші однакові індивідуальні програми (Уорвік, 1999).